# Paul Godefroid de Berlo de Franc-Douaire

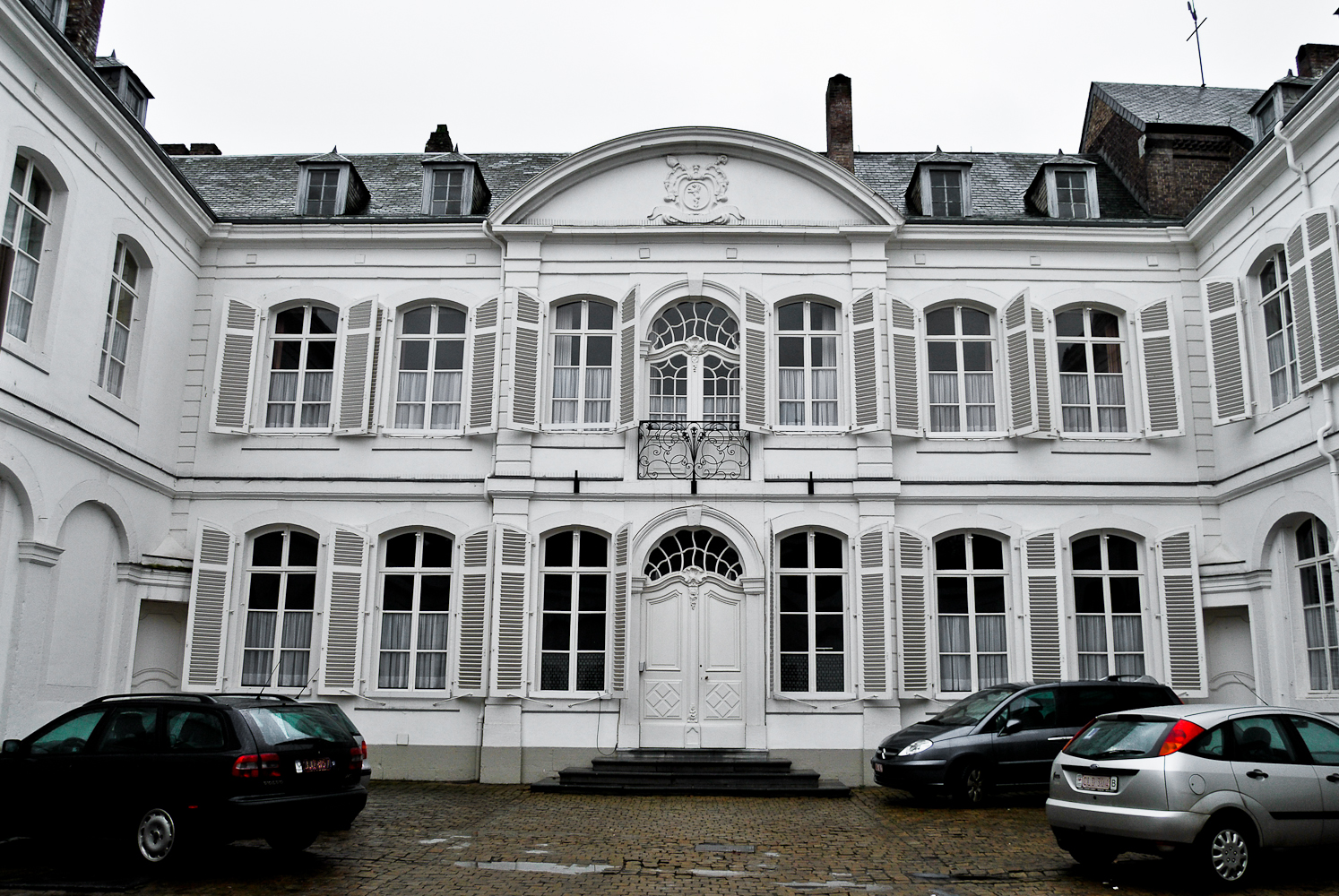
Bisschoppelijk paleis gebouwd voor de Berlo, vandaag provinciehuis van Namen.

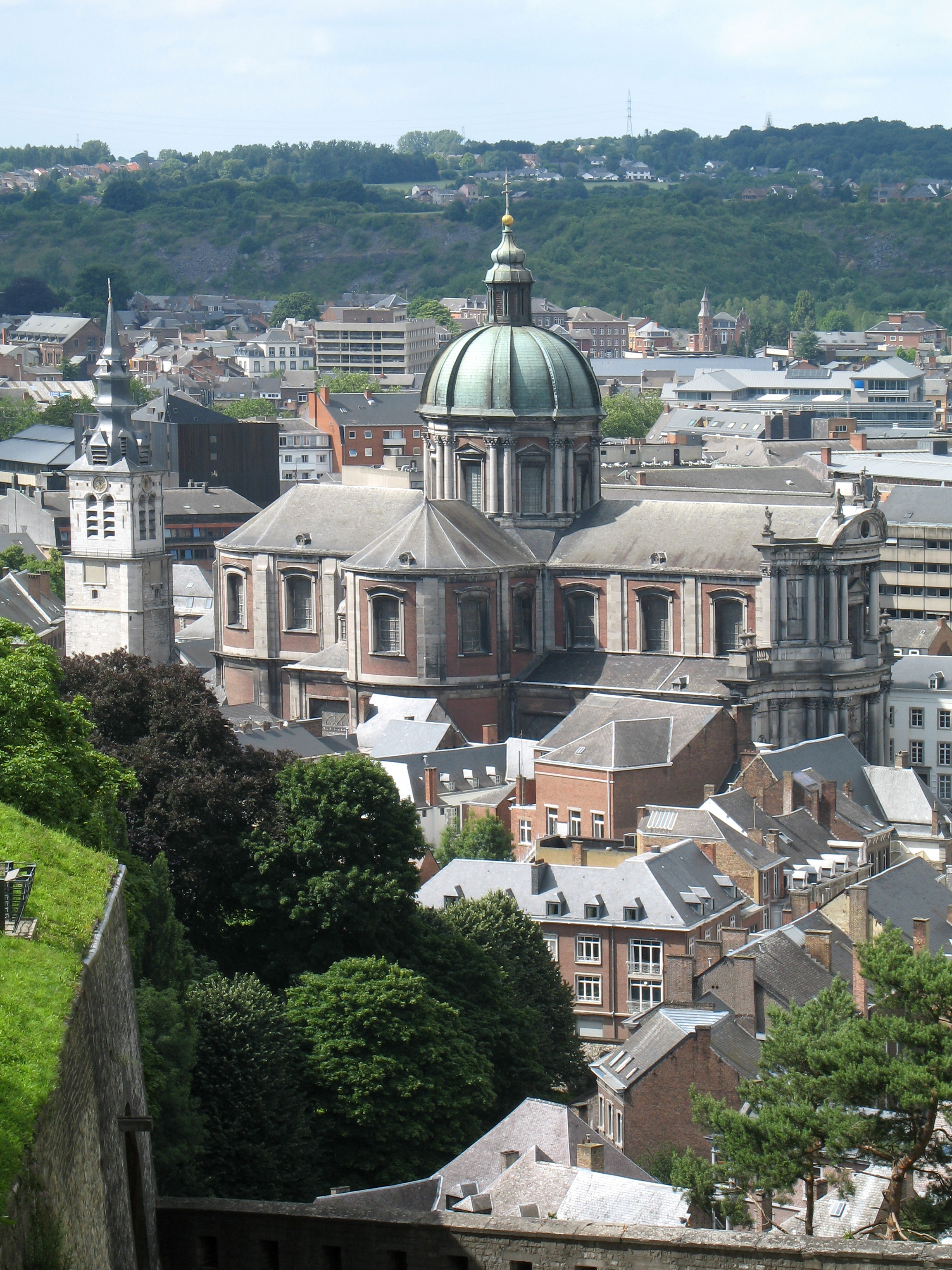
Sint-Aubankathedraal van Namen, wat de Berlo liet ontwerpen

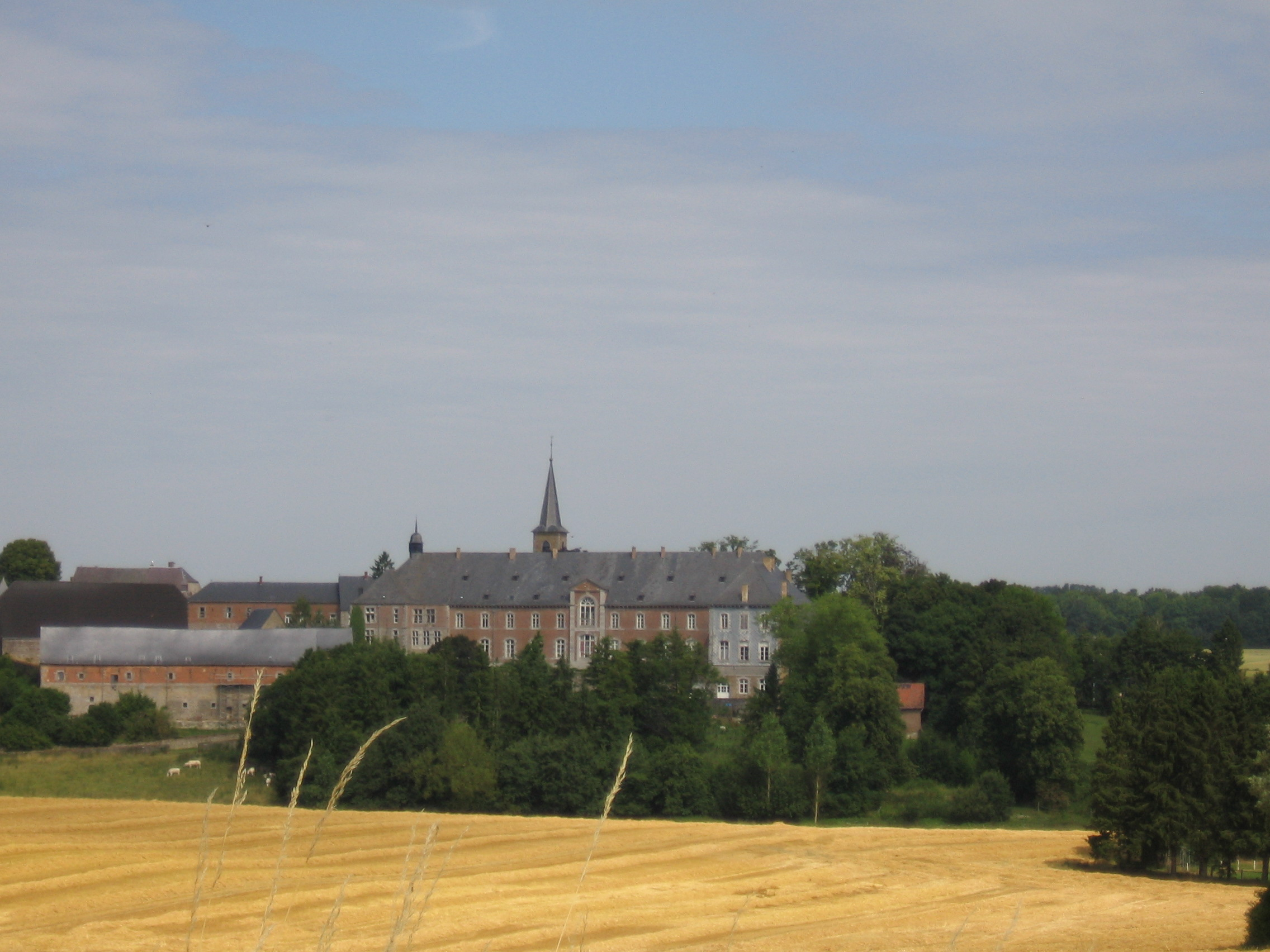
Abdij van Saint-Gérard, die de Berlo liet uitbouwen in barokstijl.

Paul Godefroid de Berlo de Franc-Douaire (Stave, 22 september 1701 – Nijvel, 19 januari 1771) was bisschop van Namen, proost van de abdij van Nijvel en heer van Franc-Douaire..
Zijn 30 jaren episcopaat waren gekenmerkt door bouwprojecten in het graafschap Namen, deel van de Oostenrijkse Nederlanden.

## Levensloop
De Berlo werd geboren op het kasteel van Franc-Douaire, vandaag in Stave, in de Belgische provincie Namen. Toentertijd was de heerlijkheid Franc-Douaire niet meer dan het kasteeldomein zonder het dorp Stave; het behoorde tot het prinsbisdom Luik. Zijn ouders behoorden allebei tot de familie de Berlo uit Luik. Van zijn kerkelijke studies is niets bekend. In 1734 werd hij tot priester gewijd op een onbekende plaats. Wel is bekend dat hij vervolgens proost was van de abdij van Nijvel in het hertogdom Brabant. De Berlo combineerde dit met het ambt van kanunnik in Hoei, in het prinsbisdom Luik.
In 1740 duidde keizerin Maria-Theresia van Oostenrijk hem aan als 13e bisschop van Namen. Het graafschap Namen was een van de Oostenrijkse Nederlanden. Het duurde tot april 1741 alvorens Berlo tot bisschop gewijd werd en plechtig ingehuldigd in Namen. Pas in 1746 bekrachtigde paus Benedictus XIV de keuze van de Berlo tot bisschop van Namen.
De stad Namen was verwaarloosd en geraakte in puin tijdens de Oostenrijkse Successieoorlog. Namen had het zwaar te verduren in de jaren 1745-1748 door gevechten tussen de Fransen met koning Lodewijk XV tegen de Republiek der Verenigde Provinciën. De Nederlanders hadden in Namen een garnizoen gevestigd dankzij het Barrièretraktaat.
Gedurende de 30 jaar dat de Berlo bisschop van Namen was, voerde hij een regelrechte bouwpolitiek. Zo werd de Minderbroederskerk in Namen heropgebouwd, maar ook andere kerken in zijn bisdom.  Hij liet onder meer de abdij van Saint-Gérard de Brogne grondig restaureren. Het bisschoppelijk paleis van Namen liet de Berlo heropbouwen in barokstijl (vandaag provinciehuis van Namen). De Berlo liet ook het priesterseminarie van Namen herbouwen, dat de Fransen volledig stuk hadden geschoten.
Zijn grootste bouwproject was wel de bouw van een nieuwe kathedraal in Namen. De Berlo gaf deze grote opdracht aan de Italiaanse architect Pisoni; hij vierde de eerstesteenlegging van de kathedraal in 1751. Ook het kasteel van zijn ouders in Franc-Douaire liet hij herstellen. Hij bracht de dorpelingen van Stave ertoe hem om enkele gronden te verkopen zodat het minuscule kasteeldomein vergrootte. Met zijn koets reed de Berlo rond in de verschillende parochies van zijn bisdom.
Hij richtte de confrérie van St. Jean Décollé op. Deze broeders bezochten gevangenen en baden met ter dood veroordeelden.
Bisschop de Berlo betaalde de bouwwerken met zijn eigen fortuin. In de jaren 1770-1771 geraakte hij uitgeput van de inspecties aan bouwwerven. De kathedraal van Namen was overigens nog niet voltooid en stond in de steigers. De bouw van de kathedraal putte hem nog het meest uit. De Berlo geraakte financieel door zijn middelen. In 1766 legden bestuursleden van het bisdom een klacht neer tegen hem bij de gouverneur-generaal der Oostenrijkse Nederlanden, Karel van Lotharingen. In de klachtenbrief omschreven ze de lange afwezigheden van de bisschop in de stad als storend. De Berlo antwoordde aan de gouverneur-generaal dat hij familie bezocht en er daarom verbleef. Het ging om zijn zus, Ursule-Antoinette, abdis van Nijvel en prinses van het Rooms-Duitse Rijk, en zijn broer Benjamin, kanunnik in Luik. De gouverneur-generaal klasseerde de klacht, en de Berlo vond het tijd om zich definitief uit Namen terug te trekken.
In de laatste jaren van zijn leven verbleef bisschop de Berlo continu, bij zijn zus, in de abdij van Nijvel, waar hij nog steeds proost was. De Berlo stierf er in 1771. Zijn stoffelijk overschot werd naar Namen getransporteerd, waar het later in de afgewerkte kathedraal werd begraven. De titel van heer van Franc-Douaire ging naar zijn nicht Constance-Josèphe van Nassau, kanunnikes van Andenne en zijn neef Alexander-Constantijn van Nassau, proost van het kapittel van Sint-Aubain van Namen.